# Troitse-Sergijeva lavra
Troitse-Sergijeva lavra (russisk: Троице-Сергиева лавра, tr. Troitse-Sergijeva lavra; dansk: ~ Sergijs Treenigheds kloster) er et største russisk kloster (lavra) og åndeligt center for den russisk-ortodokse kirke i byen Sergijev Posad i Moskva oblast. Sergijev Posad ligger nordøst for Moskva omkring 52 km for MKAD på vejen til Jaroslavl. Klosteret huser i øjeblikket omkring 200 munke.
Troitse-Sergijeva lavra blev optaget på UNESCO's Verdensarvliste i 1993. Ifølge UNESCO er det "et godt eksempel på et velfungerende ortodoks kloster, med militære funktioner typisk for det femtende til attende århundrede, en periode, hvor det udviklede sig. Den vigtigste kirke Lavra (kloster), katedralen af den antagelse (minder om katedralen i Kreml af samme navn) indeholder Boris Godunovs grav. UNESCO fremhæver blandt andet de berømte ikon i Troitse-Sergijeva lavra, der er udført af Andrej Rubljov.